# La danza (Matisse)
(Intervista su Nouvelles del 12 aprile 1909 relativa al dipinto)
La Danza (La Danse) è il nome di due dipinti di Henri Matisse. La prima versione, risalente al 1909 (259.7x390.1 cm, olio su tela), è conservata al Museum of Modern Art di New York, mentre l'altra, del 1910 (260x391 cm, olio su tela), è situata al museo dell'Ermitage di San Pietroburgo.
La seconda versione del dipinto è considerata, insieme al contemporaneo La musica, la prima grande opera di Matisse a dare esclusivamente rilievo alle relazioni fra i suoi elementi (colori, ritmo delle figure ecc...) rispetto al soggetto trattato.

## Storia
Nel 1909, la seconda versione dell'opera fu commissionata, insieme al pannello della Musica dello stesso Matisse, da Sergej Ščukin, un grande collezionista di arte, il quale già dal 1906 acquistava con regolarità le opere di Matisse. Tra il 1900 e il 1910, Ščukin fu il committente e mecenate di Henri Matisse e Pablo Picasso. La critica, una volta esposto al Salon d'Automne del 1910 assieme al complementare La musica, diede giudizi estremamente negativi all'opera, che venne giudicata una "cacofonia demoniaca". Lo stesso Ščukin, sebbene avesse acquistato l'opera, dichiarò:
 Nonostante ciò, La danza II è oggi considerato uno dei dipinti più rappresentativi di Matisse.

## Stile e descrizione
Le due tele de La danza si ispirano alla farandola, un ballo tradizionale francese che l'artista ebbe modo di vedere mentre si trovava al Moulin de la Galette di Parigi. Le linee sono semplificate e campiture piatte ridotte al verde, il rosso e il blu, mentre le figure suggeriscono un forte senso di ritmo. Viene particolarmente evidenziata, la stesura cromatica, la sagoma delle figure e lo stacco cromatico. Nella seconda versione, vi è un maggiore dinamismo nella parte superiore del dipinto rispetto a quella inferiore, dove un soggetto sembra trascinarsi.
Matisse dichiarò riferendosi a La danza II: